# Copa de Algarve 1997
La Copa de Algarve de 1997 fue la cuarta edición de este torneo. Es una competición anual de fútbol femenino organizada en la región de Algarve en Portugal.
Noruega obtuvo su tercera Copa de Algarve al vencer a China por 1 a 0 en la final.

## Equipos participantes
| - China - Dinamarca - Finlandia - Islandia | - Noruega - Países Bajos - Portugal - Suecia |

## Fase de grupos

### Grupo A
| Equipo    | Pts | PJ | PG | PE | PP | GF | GC | DG  |
| --------- | --- | -- | -- | -- | -- | -- | -- | --- |
| Noruega   | 9   | 3  | 3  | 0  | 0  | 14 | 1  | +13 |
| Dinamarca | 6   | 3  | 2  | 0  | 1  | 6  | 4  | +2  |
| Finlandia | 3   | 3  | 1  | 0  | 2  | 3  | 7  | -4  |
| Islandia  | 0   | 3  | 0  | 0  | 3  | 1  | 12 | -11 |

| 10 de marzo | Dinamarca | 4:1 | Islandia | Silves, |  |

| 10 de marzo | Noruega | 5:1 | Finlandia | Silves, |  |

| 12 de marzo | Noruega | 6:0 | Islandia | Olhão, |  |

| 12 de marzo | Dinamarca | 2:0 | Finlandia | Olhão, |  |

| 14 de marzo | Noruega | 3:0 | Dinamarca | Alvor, |  |

| 14 de marzo | Finlandia | 2:0 | Islandia | Montechoro, Albufeira, |  |

### Grupo B
| Equipo       | Pts | PJ | PG | PE | PP | GF | GC | DG |
| ------------ | --- | -- | -- | -- | -- | -- | -- | -- |
| China        | 9   | 3  | 3  | 0  | 0  | 6  | 0  | +6 |
| Suecia       | 6   | 3  | 2  | 0  | 1  | 8  | 2  | +6 |
| Países Bajos | 3   | 3  | 1  | 0  | 2  | 1  | 5  | -4 |
| Portugal     | 0   | 3  | 0  | 0  | 3  | 0  | 8  | -8 |

| 10 de marzo | China | 3:0 | Portugal | Faro, |  |

| 10 de marzo | Suecia                                     | 4:0     | Países Bajos | Faro, |  |
|             | Bengtsson · Svensson · Jonsson · Andersson | Reporte |              |       |  |

| 12 de marzo | China | 1:0 | Países Bajos | Portimão, |  |

| 12 de marzo | Suecia                         | 4:0     | Portugal | Lagoa, |  |
|             | Allberg · Swedberg · Andersson | Reporte |          |        |  |

| 14 de marzo | China | 2:0     | Suecia | Albufeira, |  |
|             |       | Reporte |        |            |  |

| 14 de marzo | Países Bajos | 1:0 | Portugal | Montechoro, Albufeira, |  |

## Fase final

### 7.° puesto
| 16 de marzo | Islandia | 0:0 (4:3 p.) | Portugal | Faro, |  |

### 5.° puesto
| 16 de marzo | Países Bajos | 1:0 | Finlandia | Faro, |  |

### 3.° puesto
| 16 de marzo | Suecia | 0:0 (6:5 p.) | Dinamarca | Loulé, |  |
|             |        | Reporte      |           |        |  |

### Final
| 16 de marzo | Noruega          | 1:0 | China | Loulé, |  |
|             | 75' (pen.) Riise |     |       |        |  |

| Campeón            |
| Noruega 3.° título |

## Goleadoras
| Jugadora             | Goles |
| -------------------- | ----- |
| Marianne Pettersen   | 4     |
| Liu Ying             | 3     |
| Camilla Andersson    | 2     |
| Hege Riise           | 2     |
| Kamma Flaeng         | 2     |
| Liesbeth Migchelsen  | 2     |
| Malin Swedberg       | 2     |
| Ragnhild Gulbrandsen | 2     |
| Unni Lehn            | 2     |